# 湘雅三医院駅
湘雅三医院駅（しょうがさんいいんえき、中文表記: 湘雅三医院站、英文表記: The Third Xiangya Hospital station）は、中華人民共和国湖南省長沙市岳麓区にある長沙地下鉄6号線の駅である。

## 駅周辺
- 中南大学湘雅三医院（中国語版）
- 中南大学湘雅医学院（中国語版）
- 月湖公園（中国語版）